# Église Notre-Dame d'Envermeu
Pour les articles homonymes, voir Église Notre-Dame.
L'église Notre-Dame est une église catholique située à Envermeu, en France.

## Localisation
L'église est située à Envermeu, commune du département français de la Seine-Maritime.

## Historique
La cité est incendiée par les troupes de Charles le Téméraire en 1472.
L'église d'Envermeu est pillée en 1562 par les calvinistes venus de Dieppe. L'édifice est bâti au XVIe siècle sur le site d'un ancien édifice. La voûte du chœur est réalisée en 1589.   
L'édifice subit de nouvelles prédations en 1793. 
L'édifice est classé au titre des monuments historiques par arrêté du 24 mars 1928.

## Description
L'édifice est de pierre et silex. 
L'église conserve du mobilier classé dont un contre-retable moderne, une piscine du XVIe siècle. Un bénitier du XVIe siècle en grès est également présent.  
Une dalle funéraire d'un chevalier de la fin du XVIe siècle, le chevalier d'Innerville, et retrouvée par l'abbé Cochet est située contre le mur. L'édifice contient également des inscriptions obitiaires du XVIe siècle ainsi qu'un vitrail représentant le baptême de Clovis datable de la même période.  
Un orgue polyphonique de la fin du XIXe siècle restauré au début du XXe siècle est également présent.